# Herb powiatu międzyrzeckiego
Herb powiatu międzyrzeckiego – jeden z symboli powiatu międzyrzeckiego, autorstwa Aleksandra Migdala i Marcelego Tureczka, ustanowiony 28 września 2010.

## Wygląd i symbolika
Herb przedstawia na tarczy w polu czerwonym srebrną głowę orła zwróconą w prawo, pomiędzy dwoma srebrnymi wstęgami falistymi. Głowa orła symbolizuje Wielkopolskę, natomiast wstęgi – główne rzeki powiatu: Wartę i Obrę.